# IC 917
IC 917 — галактика типу * (зірка) у сузір'ї Велика Ведмедиця.
Цей об'єкт міститься в оригінальній редакції індексного каталогу.